# 雫石スキー場
雫石スキー場（しずくいしスキーじょう）とは、岩手県岩手郡雫石町にあるスキー場である。株式会社西武・プリンスホテルズワールドワイドが運営しており、雫石プリンスホテルや雫石ゴルフ場が隣接する。

## 概要
元々造成された高倉山、小高倉山から高倉山スキー場として計画されていたが1980年に雫石スキー場として開業した。1993年には、ここを会場にアルペンスキー世界選手権雫石大会が行われた。国内では数少ない本格的な滑降コースを持つ関係から、全日本スキー選手権大会の滑降・スーパー大回転種目の会場となることが多い。

## コース
コース全体の特徴は、地形の変化が激しく、起伏に富んでいることである。アルペンコースやダウンヒルコースでは、尾根にそってコースが走っているため、両脇が傾いていたりする。雪質は、初滑りシーズンからパウダースノーが降ることもあるが、春先には、急な温度の変化により、氷の塊のような雪ができたりする。特に、アルペンコースは山の方角上できやすくなっている。また、扇状地に位置しているせいか、山全体が強風に見舞われることも多い。
| 名称                   | 全長  | 最大斜度 | 平均斜度 | 備考                                                    |
| ---------------------- | ----- | -------- | -------- | ------------------------------------------------------- |
| アルペンコース         | 4500m | 36度     | 14度     | 1993年世界選手権の女子コース。2012~13シーズンはクローズ |
| ダウンヒルコース       | 4400m | 32度     | 12度     | 1993年世界選手権の男子コース                            |
| サンシャインコース     | 1200m | 32度     | 15度     |                                                         |
| クリスタルコース       | 1400m | 23度     | 12度     |                                                         |
| ロマンスコース         | 1600m | 23度     | 11度     |                                                         |
| ジョイフルコース       | 700m  | 25度     | 15度     |                                                         |
| パラダイスコース       | 800m  | 18度     | 10度     |                                                         |
| プリンスゲレンデ       | 650m  | 25度     | 12度     | ナイター設備                                            |
| 熊落とし下山コース     | 1600m | 33度     | 14度     |                                                         |
| 初級者おすすめゲレンデ | 750m  | 12度     | 8度      |                                                         |
| スラロームバーン       | 800m  | 32度     | 18度     |                                                         |
| ジャイアントスラローム | 1100m | 28度     | 13度     |                                                         |
| Easy park              | 400m  | 12度     | 10度     |                                                         |
| おこちゃまパーク       | 650m  | 14度     | 10度     |                                                         |

## 索道
2007年 - 2008年シーズンで雫石第一ゴンドラが引退した。
| 名称                            | 定員  | 路線長 | 運転速度          | 備考                                                                                          |
| ------------------------------- | ----- | ------ | ----------------- | --------------------------------------------------------------------------------------------- |
| 雫石第一ゴンドラ                | 6名   | 3531m  | 毎秒5メートル     | 1984年運転開始。2008年廃止。旧雫石ゴンドラ。 開業当時日本最長。高低差は引退まで日本一だった。 |
| 雫石ゴンドラ                    | 6名   | 3227m  | 毎秒5メートル     | 1989年運転開始。旧雫石第二ゴンドラ。現在高低差日本一。2012–13シーズンは運転を休止している。   |
| 雫石ロープウェー                | 101名 | 930m   | 毎秒5メートル     | 1980年運転開始。開業当時から営業を続けている唯一の索道である。                                |
| 雫石高速リフト                  | 4名   | 1357m  | 毎秒4メートル     | 1992年運転開始。旧雫石第一高速                                                                |
| ダウンヒル第一 ロマンスＡ、Ｂ線 | 2名   | 1203m  | 毎秒2.5メートル   | 1980年運転開始。2007年廃止                                                                    |
| ダウンヒル第二ロマンス          | 2名   | 1118m  | 毎秒2メートル     | 1980年運転開始。2004年廃止                                                                    |
| ダウンヒル第三Ｊバー            | 1名   | 350m   | 毎秒1.5メートル   | 1985年頃に運転開始。2002年から2004年に廃止。2007年に支柱などもすべて撤去され、現存しない      |
| クリスタルリフトＡ、Ｂ線        | 1名   | 1147m  | 毎秒1.5メートル   | 1981年運転開始。2004年廃止                                                                    |
| サンシャインリフト              | 2名   | 981m   | 毎秒2メートル     | 2006年ペアリフトにリニューアルされた                                                          |
| プリンスリフト                  | 2名   | 547m   | 毎秒2メートル     | 1990年運転開始。旧プリンス第一ロマンス                                                        |
| プリンス第二ロマンス            | 2名   | 705m   | 毎秒2–2.5メートル | 1988年運転開始。2008年廃止。旧登山第一ロマンス                                                |
| プリンス第三ロマンス            | 2名   | 445m   | 毎秒2メートル     | 1988年運転開始。2008年廃止。旧登山第一ロマンス                                                |
| 初級ロマンス                    | 2名   | 644m   | 毎秒1.5メートル   | 1990年運転開始                                                                                |
| パラダイスリフト                | 2名   | 668m   | 毎秒2メートル     | 1990年運転開始。旧連絡ロマンス                                                                |
| ファミリーロマンス              | 2名   | 567m   | 毎秒2メートル     | 1988年運転開始。2006年廃止                                                                    |

廃止されたリフトの多くはゲレンデ内に残されている。旧第一ゴンドラの山麓駅は搬器が全て撤去され物置になっている。

## アクセス
- 東北自動車道盛岡ICから20km
- JR秋田新幹線、田沢湖線雫石駅から無料送迎バス（要予約）で20分
- JR盛岡駅から無料送迎バス（要予約）で50分